# Zukertorts öppning
Den här artikeln använder algebraisk schacknotation för att beskriva schackdragen.
Zukertorts öppning är en schacköppning som definieras av inledningsdraget:
1. Sf3
Öppningsdraget kallas också ofta för Rétis öppning men många källor använder det namnet enbart för fortsättningen 1.Sf3 d5 2.c4.
Öppningen har fått sitt namn från Johannes Zukertort som var aktiv under andra halvan av 1800-talet. Riktigt populär blev inte öppningen förrän hypermodernismen gjorde intåg på 1920-talet.
1.Sf3, som förhindrar ...e5, är ett mycket flexibelt drag där vit inte direkt binder sig till en bondeuppställning. Det leder för det mesta, via dragomkastning, till andra öppningar, som damgambit, engelskt parti eller något av de indiska försvaren.
Efter 1...d5 2.c4 följt av fianchettering av vitfältslöparen pratar man om Rétis öppning eller Rétisystemet. 
Vit kan också spela 2.g3 som kan leda till kungsindiskt i förhand.